# BELOW THE SURFACE 深層の8日間
『BELOW THE SURFACE 深層の8日間』（ビロウ・ザ・サーフェス しんそうのようかかん、原題：Gidseltagningen ）は、デンマーク制作のテレビドラマ。
日本ではスーパー!ドラマTVにて2018年10月4日から放送がスタートしている。

## 概要
テロリスト VS 対テロ特殊部隊の攻防と、事件に絡む人々の心理を描くサスペンス・アクションドラマ。1つの事件が解決するまでの8日間を1日1話で描き、そして各話で登場人物の1人をクローズアップして、その人物の過去が回想の形で語られるというスタイルをとっている。デンマークが抱える社会問題を背景に、中東で捕虜となり拷問を受けた経験のあるフィリップ・ノアゴーが、陣頭指揮をとり事件を解決に導いていく。

## あらすじ
デンマークの首都コペンハーゲンで、3人のテロリストが地下鉄の電車をハイジャック。乗客15人を人質にして工事中の地下駅に立てこもる。対テロ特殊部隊の指揮を執るフィリップ・ノアゴーは優秀な指揮官だが、1年ほど前に中東で捕虜となり、その時に受けた拷問で悪夢に悩まされていた。テロリストたちは人質の命と引き換えに400万ユーロを要求するが、同時に女性ジャーナリストのナヤ・トフトに人質への独占インタビューをもちかける。

## キャスト

### メイン
フィリップ・ノアゴー
演 - ヨハネス・ラッセン、日本語吹替 - 神谷浩史
デンマークの国家警察情報局対テロ特殊部隊の指揮官。中東で軍務中、捕虜になって拷問を受けた経験がある。有能なリーダーだが、上司に向かってすら怒りを爆発させる短気な一面も持ち合わせる。
ルイーセ・ファルク
演 - サーラ・ヨート・ディトレセン、日本語吹替 - 安藤瞳
殺人課の刑事だが、犯人との交渉担当に抜擢される。フィリップのことを気にかけているが、心を開かないフィリップと距離を置くことを決めた直後に、地下鉄テロ事件でフィリップと共に仕事をすることになる。
ナヤ・トフト
演 - パプリカ・スティン 、日本語吹替 - 松熊つる松
ニュース番組のキャスターを務めるジャーナリスト。番組の最中に主犯格のテロリストから電話で人質とのインタビューをオファーされ、自己判断でインタビューを実行したためにクビになるが、自身のブログを通して人質とのインタビューを続ける。

## エピソード一覧
- 日本初放送日：2018年10月4日 -

### シーズン1
| 通算 # | # | 邦題 原題                         | 監督                              | 脚本                    | デンマーク放送日 |
| --- | - | --------------------------------- | --------------------------------- | ----------------------- | ---------------- |
| 1 | 1 | "1日目：事件発生/Episode 1"       | カスパ・バーフォード              | カスパ・バーフォード    | 2017年4月2日     |
| デンマークの首都コペンハーゲンの地下鉄でハイジャック事件が発生し、15人の乗客が人になる。武装した覆面の犯人たちは、用意周到に建設中の地下鉄の駅に立て籠もり、400万ユーロの身代金を要求する。対テロ特殊部隊のフィリップ・ノアゴーは、かつて中東で捕虜となり拷問を受けたトラウマに悩まされていたが、脱出に成功した実績が認められ現場の指揮官に任命される。 |   |                                   |                                   |                         |                  |
| 2 | 2 | "2日目：インタビュー/Episode 2"   | カスパ・バーフォード              | アスリッド・ウーエ      | 2017年4月2日     |
| インタビューの際に犯人が残した最後の言葉を聞いたフィリップは、自分が拘束されていた時の見張り役アマッドが地下鉄ハイジャック犯の1人ではないかという疑念を抱き、軍の統合参謀総長パレ・ヴルフに相談する。一方、ハイジャック犯から指名されて、上司に無断でインタビューを決行したナヤ・トフトはキャスターの仕事をクビになる。                                 |   |                                   |                                   |                         |                  |
| 3 | 3 | "3日目：突入のチャンス/Episode 3" | クリスチャン・E・クリスチャンセン | ラース・K・アンデルセン | 2017年4月9日     |
| 事件発生から3日目を迎え、人質の一人レオンが、持病の糖尿病が悪化し倒れてしまう。インスリンを投与しないと命の危険が迫る中、犯人のリーダー格アルファは、救命士を1人だけ受け入れて30分だけ治療させることを許可する。これを絶好のチャンスと思ったフィリップたちは、カメラを仕込んだ突入チームメンバーに救命士の格好をさせて、人質現場に潜入させるのだが…。   |   |                                   |                                   |                         |                  |
| 4 | 4 | "4日目：戦場のトラウマ/Episode 4" | クリスチャン・E・クリスチャンセン | ペア・ダウミラー        | 2017年4月16日    |
| 銃弾を分析した結果。犯人たちが使用している武器は特殊部隊が使う改良型ライフルであることが判明する。さらに、2年前にオールボー兵舎から盗まれたものと同じ型であることがわかり、犯人たちがデンマークで武器を手に入れた可能性が浮上したため、かつてアフガニスタンに派遣されていた兵士たちに事情を聞くことになったが…                                          |   |                                   |                                   |                         |                  |
| 5 | 5 | "5日目：脱出計画/Episode 5"       | クリスチャン・E・クリスチャンセン | ミカエル・W・ホーステン | 2017年4月23日    |
| アルファから連絡が入ったナヤは、再び人質のインタビューを行うことになるが、それを知ったフィリップは、インタビューに同席させてほしいと頼み込む。地下では一向に捜査が進展しないことに人質が苛立ちを募らせる中、ヨアキムがリーダーとなって、犯人の1人から銃を奪う計画を立て自力での脱出を試みるが…。                                                        |   |                                   |                                   |                         |                  |
| 6 | 6 | "6日目：アルファの正体/Episode 6" | ロニー・エズラ                    | ペア・ダウミラー        | 2017年4月30日    |
| フィリップは、犯人たちの行動を掌握する為、トンネルへの電力供給を断つことにする。一方、K7部隊の兵士たちの音声ファイルを入手したルイーセは、犯人の声と聴き比べてアルファの正体に気づく。そのことをフィリップに知らせようとした矢先に、アルファから電話が入る。                                                                                            |   |                                   |                                   |                         |                  |
| 7 | 7 | "7日目：嘘と真実/Episode 7"       | ロニー・エズラ                    | ミカエル・W・ホーステン | 2017年5月7日     |
| フィリップは捕虜になっていた当時の経緯をハインドーフに話す。一方、身代金の募金額がなかなか目標に達しないことを焦るナヤは、自ら地下に行って人質たち全員にインタビューすることを提案し、アルファの承諾を得る。これをチャンスと思ったフィリップたちは、強行突入する計画を立てる。                                                                          |   |                                   |                                   |                         |                  |